# Tetragonus catamitus
Tetragonus catamitus là một loài bướm đêm thuộc họ Callidulidae. Loài này có ở tropical Asia. Chúng bay ban ngày và dễ bị nhầm thành bướm ngày.
Ấu trùng ăn ferns Drynaria và possibly Pteridium species.
Loài này hiện diện ở đông bắc và tây nam Ấn Độ, Andaman và quần đảo Nicobar, Sri Lanka, Tenasserim, Miến Điện và Java.

## Hình ảnh

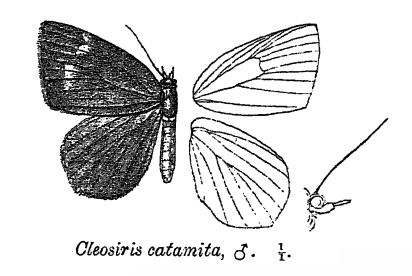